# Mrican (Sragi)
Mrican is een bestuurslaag in het regentschap Pekalongan van de provincie Midden-Java, Indonesië. Mrican telt 2481 inwoners (volkstelling 2010).